# Chansons pour ceux qui s'aiment
Chansons représentant Luxembourg au Concours Eurovision de la chanson
Toi
(1975) Frère Jacques
(1977)
Chansons pour ceux qui s'aiment est une chanson composée par Jack White sur des paroles par Fred Jay et Vline Buggy et interprétée par le chanteur allemand Jürgen Marcus, parue sur l'album Der Tingler singt für euch alle et sortie en 45 tours en 1976.
C'est la chanson sélectionnée pour représenter le Luxembourg au Concours Eurovision de la chanson 1976 se déroulant à La Haye aux Pays-Bas.
Jürgen Marcus a également enregistré la chanson dans sa langue natale, l'allemand, sous le titre Der Tingler singt für euch alle (« Le Tingler chante pour vous tous »), version qui s'est classée en 46e position du hit-parade allemand en mai 1976,.

## Concours Eurovision de la chanson
Elle est intégralement interprétée en français, l'une des langues officielles du Luxembourg, comme l'impose la règle entre 1976 et 1999.  L'orchestre est dirigé par Jo Plée.
Chansons pour ceux qui s'aiment est la cinquième chanson interprétée lors de la soirée, après Emor shalom de Chocolate Menta Mastik pour Israël et avant Judy et Cie de Pierre Rapsat pour la Belgique. À l'issue du vote, elle a obtenu 17 points, se classant 14e sur les 18 chansons,.

## Liste des titres
Singles de Jürgen Marcus
Ein Lied zieht hinaus in die Welt
(1975) Auf dem Bahnhof der vielen Geleise
(1976)
| A1. | Chansons pour ceux qui s'aiment | Fred Jay (de), Vline Buggy | Jack White (de) | 3:00 |
| B1. | Kinder, die auf Regen warten    | Jack White                 | Jack White      | 3:56 |

## Classements

### Classement hebdomadaire
| Classement (1976)                                                                 | Meilleure position |
| --------------------------------------------------------------------------------- | ------------------ |
| Allemagne (GfK Entertainment) Der Tingler singt für euch alle (version allemande) | 46                 |

## Historique de sortie
| Pays       | Titre                           | Date | Format   | Label      |
| ---------- | ------------------------------- | ---- | -------- | ---------- |
| Allemagne, | Chansons pour ceux qui s'aiment | 1976 | 45 tours | Telefunken |
| Allemagne, | Der Tingler singt für euch alle | 1976 | 45 tours | Telefunken |
| France     | Chansons pour ceux qui s'aiment | 1976 | 45 tours | Telefunken |
| Portugal   | Chansons pour ceux qui s'aiment | 1976 | 45 tours | Decca      |